# Манычская операция (1919)
Манычская операция — боевые действия на Северном Кавказе в ходе гражданской войны в России в апреле-мае 1919 года.

## Военно-политическая обстановка
В ходе начавшегося в феврале 1919 года контрнаступления Южного фронта 10-я армия РККА захватила почти весь Сальский округ области войска Донского и вышла в районе станицы Великокняжеской на южный берег Маныча. Это наступление в направлении реки Маныч имело целью выхода во фланг и тыл оборонявшей Ростов-на-Дону группировке войск, состоявшей из Добровольческой армии и донских корпусов. На реке Маныч, наступление 10-й армии в апреле 1919 года из-за упорного сопротивления противника было остановлено.
Добровольческая армия Деникина, тем временем, перейдя в наступление в Донбассе, активизировала свои действия в Донской области, вышла на Маныч и завязала бои за переправы.